# Kristine Roug
Kristine Roug (Hørsholm, 12 maart 1975) is een Deens zeiler.
Roug werd in 1994 en 1995 wereldkampioen in de Europe.
Roug won de olympische gouden medaille in 1996 in de Europe.

## Resultaten

### Wereldkampioenschappen
| Jaar | Plaats            | Resultaten |
| ---- | ----------------- | ---------- |
| 1994 | La Rochelle       | Europe     |
| 1995 | Auckland          | Europe     |
| 1997 | San Francisco     | Europe     |
| 1998 | Travemünde        | Europe     |
| 2000 | Salvador da Bahia | Europe     |

### Olympische Zomerspelen
| Jaar | Plaats   | Resultaten |
| ---- | -------- | ---------- |
| 1996 | Savannah | Europe     |
| 2000 | Sydney   | 10e Europe |

1992: Linda Andersen ·
1996: Kristine Roug ·
2000: Shirley Robertson ·
2004: Siren Sundby